# Bundesstraße 321
De Bundesstraße 321 (kort: B321) is een bundesstraße bijna helemaal in de Duitse deelstaten Mecklenburg-Voor-Pommeren en Brandenburg.
De weg begint in Pritzier en loopt via Hagenow, Schwerin, Crivitz en Parchim naar het westen van Suckow. De B321 is 98 kilometer lang, waarvan slechts 270 meter in Brandenburg ligt.

## Routebeschrijving
De weg begint in Pritzier op een kruising met de B5 en loopt dan in noordoostelijke richting door Toddin en 
Hagenow, waarna ze bij afrit Hagenow de A24 kruist. De weg loopt verder noordoostwaarts door Bandenitz, Warsow, Pampow,  Schwerin waar in het zuidwesten van de stad de B106 aansluit. De B321 vormt de zuidelijke rondweg van Schwerin en kruist bij afrit Schwerin-Ost A14. De weg loopt ne verder naar het zuidoosten een passeert Crivitz met een rondweg waarop ten oosten van het stadje de B392 aansluit. De weg loopt door Friedrichsruhe, Bergrade Dorf, Parchim waar ze de B191 kruist en Marnitz. Ten oosten van Marnitz bereikt ze de deelstaatgrens met Brandenburg.
Brandenburg
De B321 eindigt niet ver na de deelstaatsgrens bij afslag Suckow aan de A24.
B1 · B2 · B4 · B5 · B75 · B76 · B77 · B87 · B96 · B96a · B96b · B97 · B101 · B102 · B103 · B104 · B105 · B106 · B107 · B108 · B109 · B110 · B111 · B112 · B112n · B113 · B115 · B122 · B156 · B158 · B166 · B167 · B168 · B169 · B179 · B182 · B183 · B187 · B188 · B189 · B190n · B191 · B192 · B193 · B194 · B195 · B196 · B197 · B198 · B199 · B200 · B201 · B202 · B203 · B204 · B205 · B206 · B207 · B208 · B209 · B246 · B320 · B321 · B404 · B430 · B431 · B432 · B434 · B435 · B495 · B501 · B502 · B503